# Гран туризмо
Gran Turismo, GT (на английски: Grand Tourer) е високоскоростен автомобил, създаден за пътуване на големи разстояния. Традиционният вид на тези автомобили е купе с две врати с две или четири места.
GT-автомобилите се отлчиават от типичните спортни автомобили (напр. Лотус Elise, Порше 911) по това, че те са с по-големи размери, по-тежки (понякога над 2 тона) и обикновено не правят компромиси с комфорта за сметка на скоростните показатели. Поради тази причина, повечето GT имат предно-разположен двигател, което оставя повече пространство в кабината в сравнение със средното разположение на двигателя. Те имат и по-меко окачване за осигуряване на по-плавно преминаване през неравностите по пътя. Въпреки това, GT-автомобилите имат сходства със спортните автомобили, като например това, че те почти винаги са със задвижване на задните или и на четирите колела. Съществуват GT-автомобили с много високи показатели като Ферари 599 GTB Fiorano и Мерцедес SLR McLaren, които могат лесно да бъдат причислени и към суперавтомобилите.

## Класификация
Според дефиницията на ФИА за GT-автомобил, той представлява "открит или закрит автомобил, който има не повече от една врата от всяка страна и минимум две седалки, разположени от всяка страна спрямо надлъжната ос на колата; тези две седалки трябва да бъдат разположени и в една и съща напречна равнина. Този автомобил трябва да може да се използва напълно легално по обществените пътища и да може да бъде адаптиран за състезания на писта или по затворени маршрути." Според това орпеделение е възможно автомобили като Шевролет Corvette и Порше 911 да бъдат класифицирани като GT, тъй като притежават повечето, ако не и всичките, характеристики на такъв автомобил. Това е слабост на дефиницията на ФИА, която размива границата между отделните класове.

## GT автомобили
- AC Frua
- Алфа Ромео Brera
- Алфа Ромео GT
- Aston Martin DB2
- Aston Martin DB Mark III
- Aston Martin DB4
- Aston Martin DB5
- Aston Martin DB6
- Aston Martin V8
- Aston Martin DB7
- Aston Martin DB9
- Aston Martin Vanquish S
- Ауди А5
- Бентли Brooklands Coupé
- Бентли Continental GT Speedg
- BMW 8
- BMW M6
- Кадилак XLR-V
- Ситроен SM
- Де Томасо Longchamp
- Ферари 250 GTO
- Ферари 575M Maranello
- Ферари 599 GTB Fiorano
- Ферари 612 Scaglietti
- Ферари Daytona
- Фиат Пунто GT
- Холден Monaro
- Инфинити M30
- Ягуар XJ-S
- Ягуар XKR
- Ламборгини 350GT
- Ламборгини 400GT
- Ламборгини Islero S
- Ламборгини Jarama
- Ланча Aurelia
- Лексус SC
- Линкълн Mark VIII
- Лотус Europa
- Лотус Europa S
- Мазерати 3500
- Мазерати A6
- Мазерати Ghibli
- Мазерати GranTurismo
- Мазерати Kyalami
- Мазерати Mistral
- Мазерати Sebring
- Мерцедес CL65 AMG
- Мерцедес SL65 AMG
- Мерцедес SLR McLaren
- Мицубиши GTO
- Нисан Skyline GT-R
- Opel Astra H GTC
- Порше 928
- Понтиак GTO
- Субару SVX
- Субару XT
- Тойота Soarer
- Тойота Supra
- Фолксваген Eos
- Фолксваген Golf GT